# Fiat R.2
Le Fiat R.2 est un avion militaire de la Première Guerre mondiale, utilisé à la toute fin de celle-ci.

## Développement
Construit par l'ingénieur Rosatelli pour pallier les faiblesses structurelles des SIA, dès que la SIA fut rachetée par Fiat.

## Effectifs
Le R2 fut commandé à 500 exemplaires, mais seulement 129 furent construits, ce qui ne l'empêcha pas de rester en service 7 ans.